# Pyrnus
Pyrnus es un género de arañas de la familia Trachycosmidae.

## Especies
- Pyrnus aoupinie Platnick, 2002
- Pyrnus baehri Platnick, 2002
- Pyrnus fulvus (L. Koch, 1875)
- Pyrnus insularis Platnick, 2002
- Pyrnus magnet Platnick, 2002
- Pyrnus numeus Platnick, 2002
- Pyrnus obscurus (Berland, 1924)
- Pyrnus pins Platnick, 2002
- Pyrnus planus (L. Koch, 1875)